# Boeil-Bezing
Boeil-Bezing è un comune francese di 1 262 abitanti situato nel dipartimento dei Pirenei Atlantici nella regione della Nuova Aquitania.

## Storia
Auriol Centulle, terzo figlio di Centullo IV di Béarn e di Angela di Oloron, era signore di Clarac, Igon, Baudreix, Boeil e Auga.
Nel 1385, Boeil contava ventinove focolari e Bezing quattro. I due villaggi dipendevano da baliato di Pau.
Nel XII secolo, un arciprete della diocesi di Lescar aveva Boeil per sede. Bezing restò sotto la giurisdizione degli amministratori di Pau fino al 1576.
La terra di Boeil fu eretta a baronia nel 1651. I baroni di Boeil erano signori di Baudreix, Beuste, Clarac, Lagos e alla fine del XVIII secolo, baroni de Coarraze.
Dopo la Riforma, il protestantesimo fu presente soprattutto a Bezing ove i membri della comunità furono soprannominati "Gli ugonotti di Bezing". A Boeil, villaggio più cattolico, si parlava dei "candelabri di Boeil". Ancora oggi, come in molti villaggi della pianura, ma più particolarmente a Boeil-Bezing, le case delle vecchie famiglie protestanti sono riconoscibili dai pilastri del portale sormontati da una boccia mentre quelli dei cattolici lo sono da una coppa.
Il comune di Boeil-Bezing è nato nel febbraio 1868 dall'unione dei due villaggi prima separati, Boeil (più a sud) e Bezing (nord). Tra questi due borghi sono state edificate case, in modo che oggi l'insieme dei due appare stendersi lungo la strada che conduce da Pau a Lourdes come un unico centro abitato senza soluzione di continuità.

## Società

### Evoluzione demografica
Abitanti censiti